# Helmut Bach
Helmut Bach (5 de dezembro de 1906 - ) foi um comandante de U-Boot que serviu na Kriegsmarine durante a Segunda Guerra Mundial.